# Sejad Salihović
Sejad Salihović (ur. 8 października 1984 w Zvorniku) – bośniacki piłkarz występujący na pozycji pomocnika, reprezentant kraju.

## Kariera klubowa
Salihović urodził się w Bośni i Hercegowinie, ale w wieku 7 lat wyemigrował z rodzicami do Niemiec. Rodzina Salihoviciów osiedliła się w dzielnicy Bośniaków w Berlinie. Karierę piłkarską Sejad rozpoczął w tamtejszym amatorskim klubie Minerva 93 Berlin, a następnie występował także w Hercie 03 Zehlendorf. W 2000 roku podjął treningi w juniorach Herthy BSC, a w 2004 roku stał się zawodnikiem drugiej drużyny Herthy grającej w Regionallidze. W niej zadebiutował 1 sierpnia w zremisowanym 1:1 meczu z Unionem Berlin. W całym sezonie 2004/2005 zdobył 14 goli w Regionallidze, co zaowocowało awansem do pierwszej drużyny i w niej zaliczył debiut jeszcze w trakcie trwającego sezonu. Debiut w Bundeslidze miał miejsce 26 września 2004 w przegranym 1:2 meczu z Hamburger SV. Łącznie zaliczył 5 meczów w pierwszej lidze Niemiec, a w sezonie 2005/2006 występował tylko w rezerwach Herthy i zdobył w nich 8 bramek.
Latem 2006 roku Salihović odszedł z berlińskiego klubu i przeszedł do TSG 1899 Hoffenheim, grającym podobnie jak rezerwy Herthy w Regionallidze. 5 sierpnia zadebiutował w nowym klubie, ale zremisował on 2:2 u siebie z rezerwami TSV 1860 Monachium. W całym sezonie 2006/2007 Sejad zdobył 10 bramek i przyczynił się do historycznego awansu Hoffenheim do drugiej ligi. W sezonie 2007/2008 strzelił 6 goli i zaliczył aż 14 asyst, a Hoffenheim wywalczyło kolejny awans, tym razem do pierwszej ligi. 30 sierpnia 2008 w meczu z Bayerem 04 Leverkusen Salihović strzelił pierwszą swoją bramkę w pierwszej lidze Niemiec.

## Kariera reprezentacyjna
W reprezentacji Bośni i Hercegowiny Salihović zadebiutował 17 października 2007 roku w przegranym 0:2 meczu eliminacji do Euro 2008 z Norwegią. Od tego czasu stał się podstawowym zawodnikiem kadry narodowej.

## Statystyki kariery
| Sezon   | Klub                | Kraj       | Rozgrywki          | Mecze | Bramki |
| ------- | ------------------- | ---------- | ------------------ | ----- | ------ |
| 2004/05 | Hertha BSC          | Niemcy     | Bundesliga         | 5     | 0      |
| 2005/06 | Hertha BSC          | Niemcy     | Bundesliga         | 0     | 0      |
| 2006/07 | TSG 1899 Hoffenheim | Niemcy     | Regionalliga       | 30    | 10     |
| 2007/08 | TSG 1899 Hoffenheim | Niemcy     | 2. Bundesliga      | 27    | 6      |
| 2008/09 | TSG 1899 Hoffenheim | Niemcy     | Bundesliga         | 29    | 8      |
| 2009/10 | TSG 1899 Hoffenheim | Niemcy     | Bundesliga         | 32    | 4      |
| 2010/11 | TSG 1899 Hoffenheim | Niemcy     | Bundesliga         | 26    | 5      |
| 2011/12 | TSG 1899 Hoffenheim | Niemcy     | Bundesliga         | 23    | 9      |
| 2012/13 | TSG 1899 Hoffenheim | Niemcy     | Bundesliga         | 20    | 7      |
| 2013/14 | TSG 1899 Hoffenheim | Niemcy     | Bundesliga         | 28    | 11     |
| 2014/15 | TSG 1899 Hoffenheim | Niemcy     | Bundesliga         | 13    | 2      |
| 2015    | Beijing Renhe       | Chiny      | CSL                | 15    | 1      |
| 2016    | Beijing Renhe       | Chiny      | China League One   | 13    | 3      |
| 2016/17 | St. Gallen          | Szwajcaria | Swiss Super League | 13    | 0      |
| 2017/18 | Hamburger SV        | Niemcy     | Bundesliga         | 10    | 1      |